# Euproctillopsis
Euproctillopsis este un gen de molii din familia Lymantriinae.